# Sazes do Lorvão

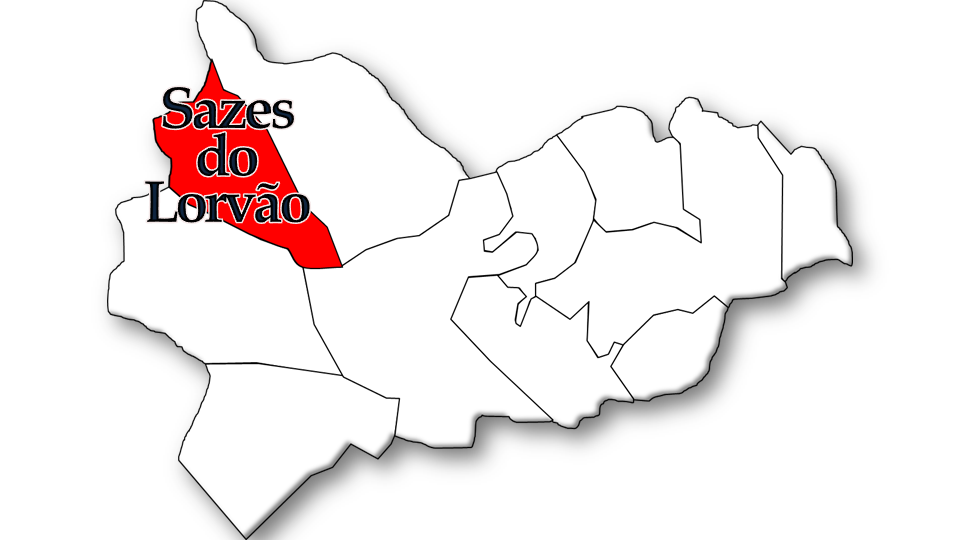
Localização da freguesia no Município de Penacova

Sazes do Lorvão é uma povoação portuguesa sede da freguesia homónima do município de Penacova. Tem 17,83 km² de área e 713 habitantes (censo de 2021), tendo, por isso, uma densidade populacional de 40 hab./km².

## Demografia
A população registada nos censos foi:
| Distribuição da População por Grupos Etários | Distribuição da População por Grupos Etários | Distribuição da População por Grupos Etários | Distribuição da População por Grupos Etários | Distribuição da População por Grupos Etários |
| -------------------------------------------- | -------------------------------------------- | -------------------------------------------- | -------------------------------------------- | -------------------------------------------- |
| Ano                                          | 0-14 Anos                                    | 15-24 Anos                                   | 25-64 Anos                                   | > 65 Anos                                    |
| 2001                                         | 119                                          | 128                                          | 397                                          | 170                                          |
| 2011                                         | 94                                           | 67                                           | 406                                          | 182                                          |
| 2021                                         | 73                                           | 70                                           | 347                                          | 223                                          |

## Lugares
Além da sede, a freguesia de Sazes do Lorvão abrange os seguintes lugares: Azevinheiro, Cácemes, Contenças, Covas, Covelo, Espinheira, Galhano, Palheiros, Palmazes, Ponte da Mata, Midões.
Uma das atividades mais conhecidas da freguesia é a "Feira da Espinheira", que ocorre todos os primeiros domingos de cada mês. 
O santo padroeiro de Sazes do Lorvão é o Santo André. A festa da terra geralmente é realizada em conjunto com uma das aldeias : Midões, cujo santo padroeiro é o São Francisco.